# Unbiquadio
El unbiquadio es el nombre temporal de un elemento químico hipotético de la tabla periódica que tiene el símbolo temporal Ubq y número atómico Z=124.
En 2008, un equipo en GANIL, Francia, publicó resultados que indicaban que se habían producido núcleos del elemento 124 en un estado energético de muy alta excitación, que sufrieron una posterior fisión con vidas medias medibles.  Este importante resultado sugiere un fuerte efecto estabilizador en Z=124 y señala que la siguiente capa de protones comienza para Z>120, no para Z=114 como se pensaba previamente. 

## Síntesis de núcleos con Z=124
En una serie de experimentos, científicos de GANIL han intentado medir la fisión directa y retrasada de núcleos compuestos de los elementos con Z=114, 120, y 124 para demostrar efectos decapa en esta región y localizar la siguiente capa esférica de protones. En 2006, con resultados completos publicados en 2008,el equipo suministró resultados de una reacción que implicaba el bombardeo de un blanco de germanio natural con iones uranio.
{\displaystyle \,_{92}^{238}\mathrm {U} +\,_{32}^{nat}\mathrm {Ge} \to \,_{124}^{308,310,311,312,314}\mathrm {Ubq} ^{*}\,\,\,hasta\,fisi{\acute {o}}n.}
El equipo informó que habían sido capaces de identificar núcleos compuestos fisionándose, con vidas medias mayores de 10−18 s. Aunque estos núcleos son muy efímeros, la capacidad de medir tales tiempos de desintegración indican un fuerte efecto de capa en Z=124. Un fenómeno similar fue encontrado en el caso del unbinilio (Z=120)  pero no para el flerovio (Z=114).

## Nombre
El nombre provisional, unbiquadio, deriva de su número atómico, Z=124.